# Kirstine Nolfi
Kirstine Yde Nolfi (født 14. april 1881, død 30. april 1957) var en dansk læge og grundlægger af råkostkurstedet Humlegaarden i Humlebæk.
Kirstine Nolfi, blev student som privatist 1901, cand.med. i 1907, hvor efter hun var hospitalslæge i en årrække, i 1919 arbejdede hun som børnelæge, og i 1926 blev hun speciallæge i børnesygdomme.
I 1945 åbner Kirstine Nolfi, Humlegaarden hun var en stor fortaler for behandling med råkost til flere alvorlige sygdomme. Hun blev tiltalt for uagtsomt manddrab efter at en 21-årig svensker med svær sukkersyge døde. Hun frikendtes dog men blev ekskluderet fra Den Almindelige Danske Lægeforening.